# Inagua Airport
Inagua Airport (engelska: Matthew Town Airport) är en flygplats i Bahamas.   Den ligger i distriktet Inagua, i den sydöstra delen av landet, 600 km sydost om huvudstaden Nassau. Inagua Airport ligger 9 meter över havet. Den ligger på ön Great Inagua Island.
Terrängen runt Inagua Airport är mycket platt. Havet är nära Inagua Airport åt sydväst. Trakten runt Inagua Airport är nära nog obefolkad, med mindre än två invånare per kvadratkilometer.. Närmaste större samhälle är Matthew Town, 2,9 km söder om Inagua Airport.
Omgivningarna runt Inagua Airport är en mosaik av jordbruksmark och naturlig växtlighet.